# (109712) Giger
(109712) Giger est un astéroïde de la ceinture principale.

## Description
(109712) Giger est un astéroïde de la ceinture principale. Il fut découvert le 12 septembre 2001 à Goodricke-Pigott par Roy A. Tucker. Il présente une orbite caractérisée par un demi-grand axe de 2,68 UA, une excentricité de 0,26 et une inclinaison de 13,0° par rapport à l'écliptique.